# Калиновка (Белопольский район)
Калиновка (укр. Калинівка) — посёлок,
Жовтневенский поселковый совет,
Белопольский район,
Сумская область,
Украина.
Код КОАТУУ — 5920655308. Население по переписи 2001 года составляло 317 человек .

## Географическое положение
Посёлок Калиновка находится на расстоянии в 4 км от реки Сумка.
В 1,5 км расположено село Желобок.
Рядом проходит автомобильная дорога Т-2504.
Около села проходит газопровод Уренгой-Ужгород.